# Hiromi Kawakami
Hiromi Kawakami (川上 弘美, Kawakami Hiromi, Tóquio, 1 de abril de 1958)  é uma escritora japonesa conhecida por sua ficção, poesia e crítica literária incomparáveis. Ela ganhou vários prêmios literários japoneses, incluindo o Prêmio Akutagawa, o Prêmio Tanizaki, o Prêmio Yomiuri e o Prêmio Izumi Kyōka de Literatura. Teve um livro adaptado para o cinema e grande parte de suas obras foram traduzidas para mais de 15 idiomas.

## Vida
Hiromi Kawakami nasceu em Tóquio em 1958 e cresceu no bairro de Takaido, na cidade de Suginami. Ela se formou na Universidade Ochanomizu em 1980.
Depois de se formar na faculdade, Kawakami começou a escrever e editar para a NW-SF, uma revista japonesa de ficção científica.  Seu primeiro conto, Sho-shimoku, apareceu em NW-SF em 1980.  Ela também ensinou ciências no ensino fundamental e médio, mas tornou-se dona de casa quando o marido teve que se mudar devido ao trabalho.
Em 1994, aos 36 anos, Kawakami estreou como escritora com uma coleção de contos intitulados Kamisama. Em 1996, Hebi wo fumi ganhou o Prêmio Akutagawa, um dos mais prestigiados prêmios literários do Japão. Ela recebeu o Prêmio Tanizaki em 2001 por seu romance Sensei no kaban (A valise do professor), um romance sobre a amizade e o amor entre uma mulher na casa dos trinta anos e seu ex-professor, um homem na casa dos setenta anos. Após o desastre nuclear de Fukushima Daiichi, Kawakami reescreveu seu conto Kamisama, mantendo a trama original, mas incorporando os eventos de Fukushima à história.
Em 2014, o romance Suisei foi publicado pela editora Bungeishunjū. Suisei ganhou o 66º Prêmio Yomiuri em 2015, com Yōko Ogawa, membro do comitê de seleção, elogiando o livro por expandir o horizonte da literatura. Em 2016, o livro Ōkina tori ni sarawarenai yō, uma coleção de 14 contos publicados pela editora Kodansha, ganhou o 44º Prêmio Izumi Kyōka de Literatura.

## Estilo
O trabalho de Kawakami explora a ambiguidade emocional, descrevendo os detalhes íntimos das interações sociais cotidianas. Muitas de suas histórias incorporam elementos de fantasia e realismo mágico . Seu estilo literário foi comparado com diversos escritores, como Lewis Carroll e Banana Yoshimoto. Além disso, a autora citou Gabriel García Márquez e J.G. Ballard como influências.

## Prêmios
- 1996 - Prêmio Akutagawa: Hebi wo fumu (蛇を踏む)[5]
- 1999 - Prêmio Bunkamura Deux Magots: Kamisama (神様)[14]
- 1999 - Prêmio Murasaki Shikibu: Kamisama (神様)[15][16]
- 2000 - Prêmio Itō Sei: Oboreru (溺れる)[17]
- 2001 - 37º Prêmio Tanizaki: A valise do professor (センセイの鞄, Sensei no kaban)[6]
- 2007 - 57º MEXT Minister's Award de Literatura[18]
- 2015 - 66º Prêmio Yomiuri: Suisei (水声)[19]
- 2016 - 44º Prêmio Izumi Kyōka de Literatura: Ōkina tori ni sarawarenai yō (大きな鳥にさらわれないよう)[20]
- 2019 - Medalha com faixa roxa[15]

## Adaptação
Em 2003, o livro A valise do professor ganhou uma adaptação em formato de filme para a televisão, com direção de Teruhiko Kuze, estrelando Kyoko Koizumi (Tsukiko) e Akira Emoto (professor). Em 2005, o mesmo livro foi adaptado para o teatro, em formato de musical, estrelando Maki Sakai (Tsukiko) e Kenji Sawada (professor). O espetáculo teve a direção de Teruhiko Kuze e música composta por coba (nome artístico do músico Yasuhiro Kobayashi). O musical foi reencenado em 2010, com direção de Nozomi Makino, estrelando Yasuko Tomita como Tsukiko, e Kenji Sawada novamente no papel do professor. Além disso, o livro foi adaptado para história em quadrinhos, com a arte de Jiro Taniguchi, sendo publicado em dois volumes pela editora Futabasha, entre os anos de 2009 e 2010.
Em 2014, o filme Nishino Yukihiko no Koi to Bōken foi lançado em todo o Japão, baseado no romance de Kawakami de 2003 com o mesmo nome e estrelado por Yutaka Takenouchi e Machiko Ono.

## Obras
- 1994 - Kamisama (神様)[29]
- 1996 - Hebi wo fumu (蛇を踏む)[30]
- 2000 - Oboreru (溺れる)[31]
- 2001 - A valise do professor (センセイの鞄, Sensei no kaban)[4][29]
- 2003 - Nishino Yukihiko no koi para bōken (ニシノユキヒコの恋と冒険)[29]
- 2005 - Quinquilharias Nakano (古道具 中野商店, Furudōgu Nakano shōten)[4]
- 2006 - Manazuru (真鶴)[29]
- 2010 - Pasutamashīn no yūrei (パスタマシーンの幽霊)[29]
- 2014 - Suisei (水声)[32]
- 2016 - Ōkina tori ni sarawarenai yō (大きな鳥にさらわれないよう)[33]